# Dieter Laser
Dieter Laser, né le 17 février 1942 à Kiel et mort le 29 février 2020, est un acteur allemand.
Il est connu du public international pour ses rôles dans Lexx, Le Roi des aulnes et The Human Centipede (First Sequence),, pour lequel il gagne le titre de « Meilleur acteur » à la Fest fantastique Austin 2009.
En 1975, il a reçu le prix du Film mexicain dans la catégorie du meilleur acteur pour le rôle-titre de John Glückstadt.

## Filmographie
- 1974–1976 : Le Palais bleu (de) (série télévisée) : Enrico Polazzo
- 1975 : John Glückstadt : John Hansen « Glückstadt »
- 1975 : L'Honneur perdu de Katharina Blum
- 1975 : Die letzten Ferien (de) (téléfilm)
- 1977 : Operation Ganymed (de) (téléfilm)
- 1978 : La Cellule en verre
- 1987 : Les Liens du sang (Väter und Söhne - Eine deutsche Tragödie) de Bernhard Sinkel : Friedrich Deutz
- 1990 : L'Affaire Wallraff
- 1996 : Gespräch mit dem Biest
- 1996 : Le roi des aulnes (Der Unhold) : Dr Blaettechen
- 2002 : Big Girls Don't Cry (Große Mädchen weinen nicht) : Herr Winter
- 2007 : Je suis l'autre
- 2010 : The Human Centipede (First Sequence) : Dr Heiter
- 2014 : The Human Centipede III (Final Sequence) : Bill Boss